# El Castillejo de El Villar
El Castillejo, o El Castillejo de El Villar, es un yacimiento arqueológico de la Edad del Bronce, situado en un pequeño promontorio de rocas de cuarcitas, próximo al río Ojailén y dominando el extenso valle de su alrededor en la pedanía de El Villar (Puertollano), en el municipio de Puertollano (Ciudad Real, España).
Este valle ha estado poblado desde las primeras culturas paleolíticas peninsulares, documentadas por los restos encontrados. Durante el período Neolítico no se conocen asentamientos en la zona; por el contrario, durante el Calcolítico se produce un gran desarrollo poblacional en los cerros y escarpes que circundan el valle. El desarrollo poblacional calcolítico, en buena medida, continuó durante la Edad del Bronce, produciéndose además ocupaciones en cerros donde no se documenta la población calcolítica. El crecimiento demográfico, reflejado en el incremento del número de yacimientos, hay que relacionarlo además con el auge de la pintura parietal esquemática que aparece frecuentemente en la zona. 
Durante la Edad del Bronce, desde el año 1 200 a. C., parece ser que se ocupa por primera vez el yacimiento de El Castillejo, asentamiento que debe estar relacionado con los yacimientos de los cerros circundantes.
El Castillejo es un ejemplo de yacimiento en una loma de escasa altitud ocupando el centro del valle, desde el que se debe ejercer el control de los recursos fluviales o, tal vez, la vigilancia del acceso por el curso del río Ojailén. Un yacimiento de similares características es El Castillejo de Asdrubal. Ambos yacimientos presentan unas características comunes: ubicación muy cercana al curso del río Ojailén, ocupación de un antiguo domo volcánico, poseer escasa altura, esta última característica posiblemente incentivó la existencia de fortificaciones más o menos desarrolladas. 
Probablemente durante el Hierro I, el asentamiento continuó siendo ocupado, aunque se desconoce la entidad de la población, pues los datos aportados son meramente superficiales. La estructura muraria que se conserva en El Castillejo, admitida como islámica, puede muy bien entroncar con la tardo antigüedad, aunque ningún dato científico avala ninguna de las dos afirmaciones, siendo meras especulaciones. Por otro lado se piensa que pudo haber sido un punto defensivo del valle del río Ojailén y en contacto con la ocupación del Castillo de Salvatierra por la Orden de Calatrava hacia el año 1211.